# Charari Sharief
Charari Sharief é uma cidade e uma notified area committee no distrito de Badgam, no estado indiano de Jammu e Caxemira.

## Demografia
Segundo o censo de 2001, Charari Sharief tinha uma população de 7378 habitantes. Os indivíduos do sexo masculino constituem 53% da população e os do sexo feminino 47%. Charari Sharief tem uma taxa de literacia de 48%, inferior à média nacional de 59,5%; a literacia no sexo masculino é de 56% e no sexo feminino é de 39%. 12% da população está abaixo dos 6 anos de idade.